# Lijst van golfbanen in Finland

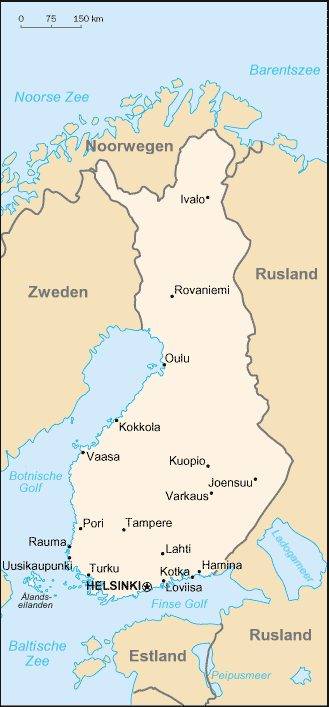

Deze lijst van golfbanen in Finland tracht een overzicht te geven van de golfbanen in Finland.
Finland heeft ongeveer 50.000 golfers en ruim 60 golfbanen. Bijna alle clubs beschikken over een 18-holes-baan. De bekendste golfbaanarchitecten in Finland zijn Ronald Fream en Kosti Kuronen.

## Åland
- Ålands Golf Club, 27 holes, architect Pekka Sivula

## Häme
- Lahden Golf Club
- Linna Golf Club, 2005
- Messila Golf Club, architect Kosti Kuronen in 1988
- River Golf Club, architect Kosti Kuronen
- Tammer Golf Club
- Tawast Golf and Country Club, 36 holes
- Vammala Golf Club, architect Kosti Kuronen
- Vierumaen Golf Club

Minder dan 18 holes
- Aulangon Golf Club

## Keski-Suomi
- Laukaan Golf Club

Minder dan 18 holes
- Jyvas Golf Club, architect T. Valtakari

## Kuopio
- Tarina Puijo Golf Club, architect Kosti Kuronen

## Kymi
- Imatran Golf Club
- Kymen Golf Club, architect Kosti Kuronen

Minder dan 18 holes
- Viilpurin Golf Club

## Lapland
- Green Zone Golf Club, architect Ake Persson

Minder dan 18 holes
- St Lake Golf Club

## Mikkeli

- Kartano Golf Club, architect Ake Persson
- Keri Golf Club, architect Ronsld Fream
- Porrassalmi Golf Club

Minder dan 18 holes
- Hartolan Kunikkaalinen Golf Club, architect Kosti Kuronen
- Mikkelin Golf Club, architect E Inoranta

## Oulu
- Katinkulta Golf Club, architect Jan Sederholm
- Oulu Golf Club, architect Ronald Fream
- Virpiniemi Golf Club

Minder dan 18 holes
- Raahentienoon Golf Club

## Pohjois-Karjala
- Karelia Golf Club

Minder dan 18 holes
- Pielis Golf Club

## Turku & Pori

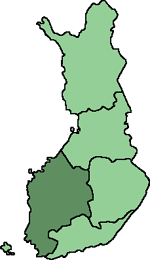

- Koski Golf Club, architect Kosti Kuronen
- Meri-Teijo Golf Club
- Porin Golf Club, architect Reijo Louhimo
- Salo Golf Club
- Harjattula Golf & Country Club
- Wiurila Golf & Country Club
- Yyteri Golf Club, architect Reijo Louhimo

Minder dan 18 holes
- Rauman Golf Club
- Skargarden Golf Club, architect Kosti Kuronen

## Uusimaa

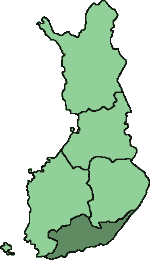

- Espoo Ringside Golf Club, architect Kosti Kuronen
- Espoon Golf Club, architect Jan Sederholm
- Helsingin Golf Club
- Hyvinkään Golf Club, architect Kosti Kuronen
- Keimola Golf Oy, 27 holes, architect Pekka Wasamaa
- Kurk Golf Club, architect Reijo Hillberg
- Master Golf Club, 36 holes, architecten Kosti Kuronen (Master baan, 1987) en Jan Persson (extra 9 holes in 1992 en 1997)
- Nevas Golf Club, architect Kosti Kuronen
- Nordcenter Golf & Country Club, architecten Fream en Benz
- Nurmijarven Golf Club, 27 holes
- Pickala Golf Club, architect Reijo Hillberg
- Ruukki Golf Club, architect Lasse Heikkinen
- Sarfvik Golf Club, architect Jan Sederholm
- Sea Ronnas Golf Club
- St Laurence Golf Club, architect Kosti Kuronen
- Suur-Helsingin Golf Club
- Talma Golf Club, 18+9+9 holes, architect Henrik Wartianen
- Tuusula Golf Club
- Virvik Golf Club, architect Reijo Louhimo

## Vaasa
- Etela Golf Club

- Kokkolan Golf Club, architect K J Indola
- Vaasan Golf Club, architect Bjorn Eriksson

Minder dan 18 holes
- Botnia Golf Club, architect Kosti Kuronen
- Pirilo Golf Club